# SmartDraw
SmartDrawはSmartDraw.comによるビジネスグラフィックスソフトウェア。
SmartDrawはフローチャート、組織図、ガントチャート、年表、間取図、マインドマップ、概念地図などといったビジネスグラフィックスの作成に向いている。
加えて、SmartDrawでは法律と医療の2つの業界専門ソリューションが提供されている。
SmartDraw.comは1994年に創業したthe direct-to-user Internet distribution model （オンラインショッピング）の先駆者である。
1000万人以上の人がSmartDrawをダウンロードしている。
アメリカ合衆国司法省は標準の作図ソフトウェアとして"SmartDraw Legal"を採用している。